# Dibuix d'"El Día"
El Dibuix d'"El Día", és una obra particularment interessant dins el corpus d'El Greco, perquè és l'únic dibuix conegut de la seva etapa italiana, es troba en molt bon estat de conservació, i l'únic que no és de temática religiosa.

## Introducció
A l'estiu o la tardor de l'any 1570, El Greco va abandonar Venècia, i va arribar a Roma el novembre d'aquest mateix any. No se sap l'itinerari que va seguir, però com a mínim va passar per Parma i per Florència. En la seva estança a aquesta darrera ciutat, el mestre cretenc va tenir ocasió d'estudiar i/o copiar les estàtues de la tomba de Julià de Mèdici a la Capella funerària dels Mèdici, de la Basílica de San Lorenzo, a Florència.

## Temàtica de l'obra
Aquest dibuix copia un model en fang de "Il Giorno" de Michelangelo Buonarroti, integrada en la tomba de Julià de Mèdici a Florència. Aquest model en fang va ser citat per Alessandro Vittoria l'any 1563 en el taller de Tintoretto.

## Anàlisi de l'obra
La inscripció "Domenico Greco" de la part inferior del centre està escrita per la mà de Giorgio Vasari, qui va morir l'any 1574. Aquesta inscripció és el millor fonament de l'atribució a El Greco.
Llapis i ploma; 602 x 348 mm.; Staatliche Graphische Sammlung; Múnic;
En aquesta obra, el jove cretenc, tracta l'escultura del "Dia" de les tombes Mèdici de Michelangelo a Florència. Però interpreta l'escultura d'un home jacent d'una manera completament nova. Giorgio Vasari (1511-1574) posseïa aquest dibuix en la seva col·lecció, que va crear paral·lelament amb el seu llibre Le vite de' più eccellenti pittori, scultori e architettori (Le Vite) , la primera història de l'art d'Europa. Per això va enriquir el dibuix amb la inscripció "Domenico Greco", un enquadrament i un ombrejat blau.